# فالنتين ايفانوف (عالم فلك)
فالنتين ايفانوف (بالبلغارية: Валентин Иванов)‏ هو عالم فلك بلغاري، ولد في 1 أغسطس 1967 في بورغاس في بلغاريا.